# Zelig Eshhar
Zelig Eshhar (hébreu : זליג אשחר) est un immunologiste israélien à l'Institut Weizmann des Sciences et au Centre médical Sourasky de Tel Aviv, né le 25 février 1941 et mort le 3 juillet 2025. Il est président du département d'immunologie de l'Institut Weizmann à deux reprises, dans les années 1990 et 2000.

## Biographie
Zelig Lipka (plus tard Eshhar) grandit à Rehovot. Après son service dans les FDI à Nahal, il rejoint le kibboutz Yad Mordechai, où il devient apiculteur. Il obtient son B.Sc. et M.Sc. de l'Université hébraïque de Jérusalem et son doctorat de l'Institut Weizmann.

## Recherches médicales
Il est principalement connu pour ses études sur les cellules T et ses travaux pionniers sur les récepteurs antigéniques chimériques,.Ses travaux sont à la base du développement d'une immunothérapie contre le cancer, impliquant des modifications génétiques de lymphocytes T extraits d'un patient atteint de cancer pour produire des cellules T à récepteur d'antigène chimérique (CAR), qui sont ensuite réinjectées au patient dans un processus appelé transfert cellulaire adoptif, qui produit des résultats étonnamment bons lors d'essais cliniques au milieu des années 2010 et des millions de dollars d'investissement.

## Prix et reconnaissance
En 2013, Eshhar reçoit le prix CAR Pioneering décerné par le consortium européen ATTACK ainsi que le prix de la Société européenne de thérapie génique et cellulaire pour ses réalisations. En 2014, il partage le prix Massry avec Steven Rosenberg et James P. Allison et le prix Pioneer avec Carl H. June. Il reçoit le prix Israël 2015 en sciences de la vie et le prix William B. Coley 2019 du Cancer Research Institute. En 2021, il reçoit le Prix Dan-David. En 2024, il reçoit le Prix Gairdner. En décembre 2024, il reçoit également le prix VinFuture pour ses réalisations exceptionnelles dans les domaines émergents aux côtés de Carl H. June et Michel Sadelain pour leurs contributions au développement et à l'avancement de la thérapie cellulaire CAR T.